# 55年
| 千纪： | 1千纪                                                                                |
| 世纪： | 前1世纪 \| 1世纪 \| 2世纪                                                            |
| 年代： | 20年代 \| 30年代 \| 40年代 \| 50年代 \| 60年代 \| 70年代 \| 80年代                   |
| 年份： | 50年 \| 51年 \| 52年 \| 53年 \| 54年 \| 55年 \| 56年 \| 57年 \| 58年 \| 59年 \| 60年 |
| 纪年： | 东汉建武三十一年                                                                     |

## 大事记
- 2月12日，尼祿成為羅馬帝國皇位繼承者。

噶拉多傑（Garab Dorje/Praharsha Vajra 極喜金剛）出生於古印度 鄔金地區的達那郭夏洲。為此劫大圓滿人間初祖，以「大圓滿三要義」傳世利眾生。

## 各国领袖

### 非洲
- 库施
  - 国王：Amanitenmemide（50年－62年）

### 亚洲
- 中国
  - 东汉：
    - 皇帝：汉光武帝（25年－57年）
- 朝鲜
  - 百济：
    - 国王：多娄王（28年－77年）

  - 高句丽：
    - 国王：太祖王（53年－146年）

  - 新罗：
    - 国王：儒理尼师今（24年－57年）
- 贵霜帝国
  - 国王：丘就却（30年－80年）

### 欧洲
- 高加索伊比里亚
  - 国王：法斯曼一世（50年－58年）
- 罗马帝国
  - 皇帝：尼禄（54年－68年）

### 中东
- 科马吉尼
  - 国王：Antiochus IV（41年－72年）
- 奈巴提亚
  - 国王：Malichus II（40年－70年）
- 奥斯若恩
  - 国王：Ma'nu V bar Abgar（50年－57年）
- 安息
  - 国王（政权对立）：
    - 沃洛吉斯一世（51年－78年）
    - 萨那巴雷斯（50年－65年）

## 出生
- 愛比克泰德，希臘斯多噶派哲學家
- 塔西佗，羅馬帝國執政官

## 逝世
- 賈復，中國東漢軍事人物